# Моутохора
Моутохора (англ. Moutohora Island) или Уэйл (англ. Whale Island, рус.  остров Кита) — небольшой необитаемый остров, расположенный в заливе Пленти у берега Северного острова Новой Зеландии, в 9 км к северу от города Факатане. Остров площадью 1,43 км² является остатком сложного вулкана от которого осталось две вершины. Этот район по-прежнему проявляет вулканическую активность, выражающуюся в виде геотермальной источников на острове в Сульфур-Вэлли, заливах Макэванс и Сульфур. Высшая точка — 354 м.

## Название
Название острова на языке маори Moutohorā является сокращённой формой слова Motutohorā, означающего в переводе «остров кита» или «пойманный кит», а tohora — название южных гладких китов на языке маори.

## История

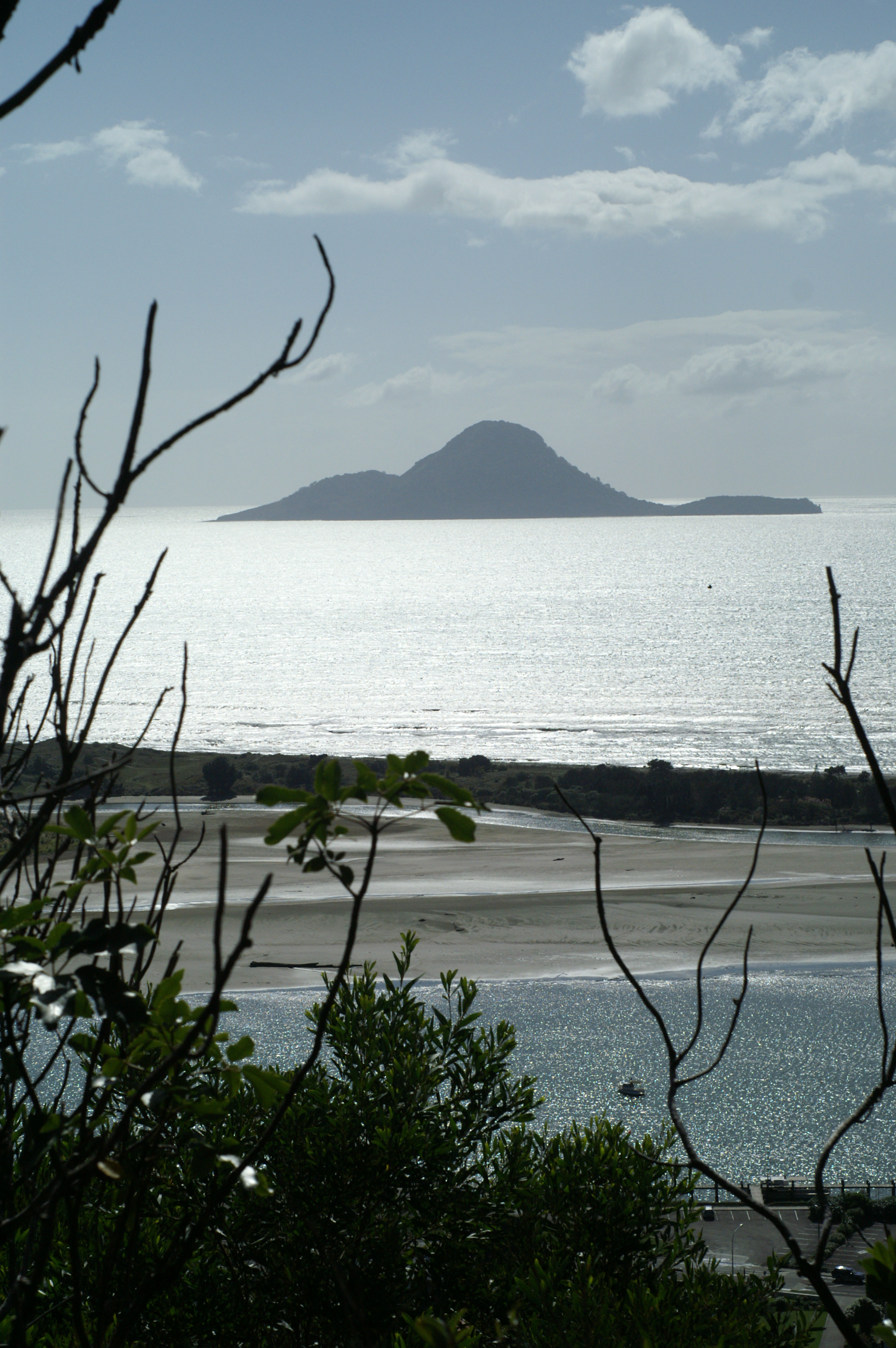
Остров Моутохора со стороны побережья в районе города Факатане

На острове были обнаружены многочисленные археологические объекты, созданные как маори, так и европейцами. К таким объектам относятся обширные па (укреплённые поселения маори), ряд террасных домов и садовых участков, остатки куч пищевых отходов, площадки для производства каменных орудий и каменные стены. В начале XIX века маори покинули остров, однако продолжали посещать его для добычи морепродуктов, серых буревестников и сборки камня для традиционных подземных печей ханги.
Освоение острова европейцами началось в 1830-е годы с неудачной попытки создать береговую китобойную станцию. Через 40 лет была произведена попытка добычи серы на острове, которая продавалась на перерабатывающий завод в Окленде в течение ряда лет, но из-за своего низкого качества её добыча была прекращена в 1895 году. Следующий этап промышленной деятельности пришёлся на 1915 год, когда началась добыча камня для строительства волнолома в Факатане. В течение пяти лет было добыто 26 000 тонн горной породы.

## Экология
В 1965 году Моутохора был объявлен заповедной зоной, названной «Природным заповедником Моутохора», а в 1984 году остров был выкуплен Великобританией. После того, как с острова вывезли коз, заселённых людьми ранее, была осуществлена программа по высадке 12 000 растений 45 видов. Сегодня на острове Моутохора произрастает похутукава, кунцея вересковая (лат. Kunzea ericoides) и другие виды растений.
На острове насчитывает 190 местных и 110 интродуцированных видов растений. Остров полностью очищен от крыс, кроликов, кошек и коз, которые ранее наносили вред местной экосистеме. Самой важной особенностью современной фауны Маутохоры является гнездовая колония длиннокрылых тайфунников. Помимо этого, на острове гнездятся серые буревестники, малые пингвины и кулики-сороки. Иногда остров посещают представители видов, находящихся под угрозой вымирания, такие как нестор-кака и новозеландский сокол. В 1999 году один из видов гуйи был переселён с острова Кавье у побережья полуострова Коромандел на Маутохоре. К другим имеющимся на острове видам животных относятся различные широко распространенные лесные птицы, выращенные в неволе краснолобые прыгающие попугаи, три вида ящериц и морские котики. Воды вокруг острова имеют богатую морскую экосистему, включающую в себя китообразных, морских птиц, акул. Наиболее распространёнными из китообразных являются малые виды, такие как дельфины-белобочки и афалины, гринды, косатки. Более крупные мигрирующие усатые (полосатиковые и южный гладкий кит) и зубатые киты, например, клюворыловые киты, появляются в районе острове Моутохора нерегулярно.
Доступ посетителей на остров Моутохора ограничен и может быть получен только с согласия представителей Службы охраны природы Новой Зеландии.

## В культуре
Моутохора — дом профессиональной команды по квиддичу «Moutohora Macaws» в вымышленной вселенной Гарри Поттера. Игроки команды носят одежду красного, жёлтого и синего цветов.